# Традиционная тибетская медицина
Традиционная тибетская медицина — традиционная буддийская система врачевания, появившаяся и распространившаяся на территории Тибета в 5-7 вв. Сложилась под влиянием древнеиндийской (аюрведа) и древнекитайской медицины, текстов тантры и абхидхармы.
В современной медицинской науке оценки тибетской медицины неоднозначны.

## Описание
Основу тибетской медицины составляет учение о трех ньепа («виновниках»):
- лунг (Вайли: rLung) — ветер
- три (Вайли: mKhris-pa) — желчь
- бадкан (Вайли: Bad-kan) — слизь

Жизнь в тибетской медицине определяется как «пульсация», а здоровье и болезни считаются зависящими от «пульсирующих» сущностей — «ветра», «желчи», «слизи».
Большое значение в тибетской медицине придаётся воздействию на организм чистого воздуха и солнечных лучей, диететике. В основу терапии было заложено использование природных средств растительного и животного происхождения (до 1000 наименований лекарств): «Нет в природе такого вещества, которое не годилось бы в качестве лекарственного средства». Учение о лекарствах подразделяется на отдельные дисциплины: вкус лекарств, их усвоение организмом, их действие, принцип их приготовления.

## Чжудши
Теоретические основы тибетской медицины сформировались во время периода распространения буддизма на территории Тибета (5 в.). Основной текст — «Чжудши» («Четыре основы», также Жуд-Ши, Чжуд-Ши) — составляет предмет тибетской медицины. Текст написан по сочинениям индийских авторов Вабхати-младшего и Чандрананды, а в теоретическом осмыслении восходит к текстам тантры и абхидхармы.
Чжудши состоит из следующих частей:
- «Ца-чжуд» («Дефиниция, или определение медицины»),
- «Шед-чжуд» («Теоретическая медицина»),
- «Маннаг-чжуд» («Клиническая медицина»),
- «Чи-чжуд» («Фармацея», или «Инструментарий медицины»).

Дальнейшее развитие тибетской медицины связано с такими тибетскими медиками как Ютогба Йондан-гомбо младший (1112—1209), написавший «Восемнадцатичленный» комментарий на «Чжудши», Десрид Санчжай Джамцхо (1653—1705), написавший труд «Лхантхаб» («Руководства по терапии») в качестве дополнения к 3-й части «Чжудши» и «Вайдурья-онбо» (комментарий к «Чжудши»).
В России трактат Чжудши впервые был опубликован в 1988 году.

## Изучение и использование тибетской медицины
Первые сведения о тибетской медицине в Европе сообщил венгерский тибетолог А. Чома де Керёши. В России её изучением до октябрьской революции занимались Позднеев А. М., Бадмаев П. А. и другие. В 1875 году в Петербурге была открыта клиника и амбулатория тибетской медицины. В дальнейшем исследованием занимались Гаммерман А. Ф., Семичов Б. В., Обермиллер Е. Е., Чойжинимаева С. Г., в Институте общей и экспериментальной биологии СО РАН (лаборатория медико-биологических исследований), Всероссийском научно-исследовательском институте лекарственных и ароматических растений (ВИЛАР), Санкт-Петербургском химико-фармацевтическом институте.
Традиционная тибетская медицина наиболее широко применяется на Тибете. Популяризация этого направления медицины считается одной из важных задач правительства этой страны. Знания в области традиционной тибетской медицины первоначально хранились и накапливались в тибетских монастырях, часто под покровом тайны. Сегодня крупнейшие университеты Тибета (Tibet University of Traditional Tibetan Medicine, the Qinghai University Medical School) предлагают курсы, доступные всем желающим.
В настоящее время традиционная тибетская медицина продолжает использоваться на Тибете, в Индии, Непале, Бутане, России (Сибирь), Китае и Монголии. Кроме этого, в последние десятилетия она приобрела некоторую популярность также в Европе, Северной Америке и других регионах.

### Книги
- «Чжуд-ши»: Канон тибетской медицины / пер. с тиб., предисл., примеч., указатели Д. Б. Дашиева; отв. ред. С. М. Николаев. — М.: Изд. фирма «Восточная литература» РАН, 2001. — 766 с. — ISBN 5-02-018033-5.
- Бадмаев П. А. Основы врачебной науки Тибета. Жуд-Ши. (Репринтное воспроизведение издания «Главное руководство по врачебной науке Тибета. Жуд-Ши». Санкт-Петербург, 1903.) / Пётр Бадмаев. — М. : Наука, 1991. — 256 с. — ISBN 5020041343.
- Донден Е. Введение в тибетскую медицину: здоровье и равновесие / Еши Донден. — СПб.: Уддияна, 2005. — 272 с. — ISBN 594121028X.
- Рапгэй Л. Тибетская книга целительства. — М.: ФАИР-ПРЕСС, 2003. — 240 с. — ISBN 9785818304671.
- Дунчжи Ч., Баяндуров С. Э. Основы Тибетской медицины (ознакомительный курс для системы последипломного образования врачей) / Чжома Дунчжи, С. Э. Баяндуров. — М.: ФГОУ «ВУНМЦ» Росздрава, 2006. — 187 с.
- Дунчжи Ч., Баяндуров С. Э. «Тибетская медицина» (учебное пособие для врачей) / Чжома Дунчжи, С. Э. Баяндуров. — Днепропетровск, 2009. — 375 с.
- Donden Y. Health Through Balance: An Introduction to Tibetan Medicine :  [англ.] / Yeshi Donden. — New York : Snow Lion Publications, 1986.
- Schrempf M. Soundings in Tibetan Medicine: Anthropological and Historical Perspectives :  [англ.] / Mona Schrempf. — BRILL, 2007. — 449 p. — ISBN 9789004155503.

- Чойжинимаева С.Г. Тибетская медицина: Большая энциклопедия. — Москва: Эксмо, 2015. — 384 с. — ISBN 9785699795321.

- Чойжинимаева С.Г. Рецепты тибетских целителей (Здоровье России. Ведущие врачи о здоровье). — Москва: Эксмо, 2015. — 240 с. — ISBN 9785699828340.

### Статьи
- Леднева И. П. О теоретических основах тибетской медицины // Вестник Бурятского государственного университета. — Улан-Удэ : Бурятский государственный университет, 2011. — № 12. — С. 14—15. — ISSN 1994–0866.
- Exploring the mysteries of tibetan medicine // The New York Times. — 11 January 1981. (англ.)

### Звукозаписи
- Dr. Donden on Tibetan Medicine. (Лекция Еши Дондена в университете Вирджинии). — 1980.  (англ.)